# 貝茲傑茲山麓別拉

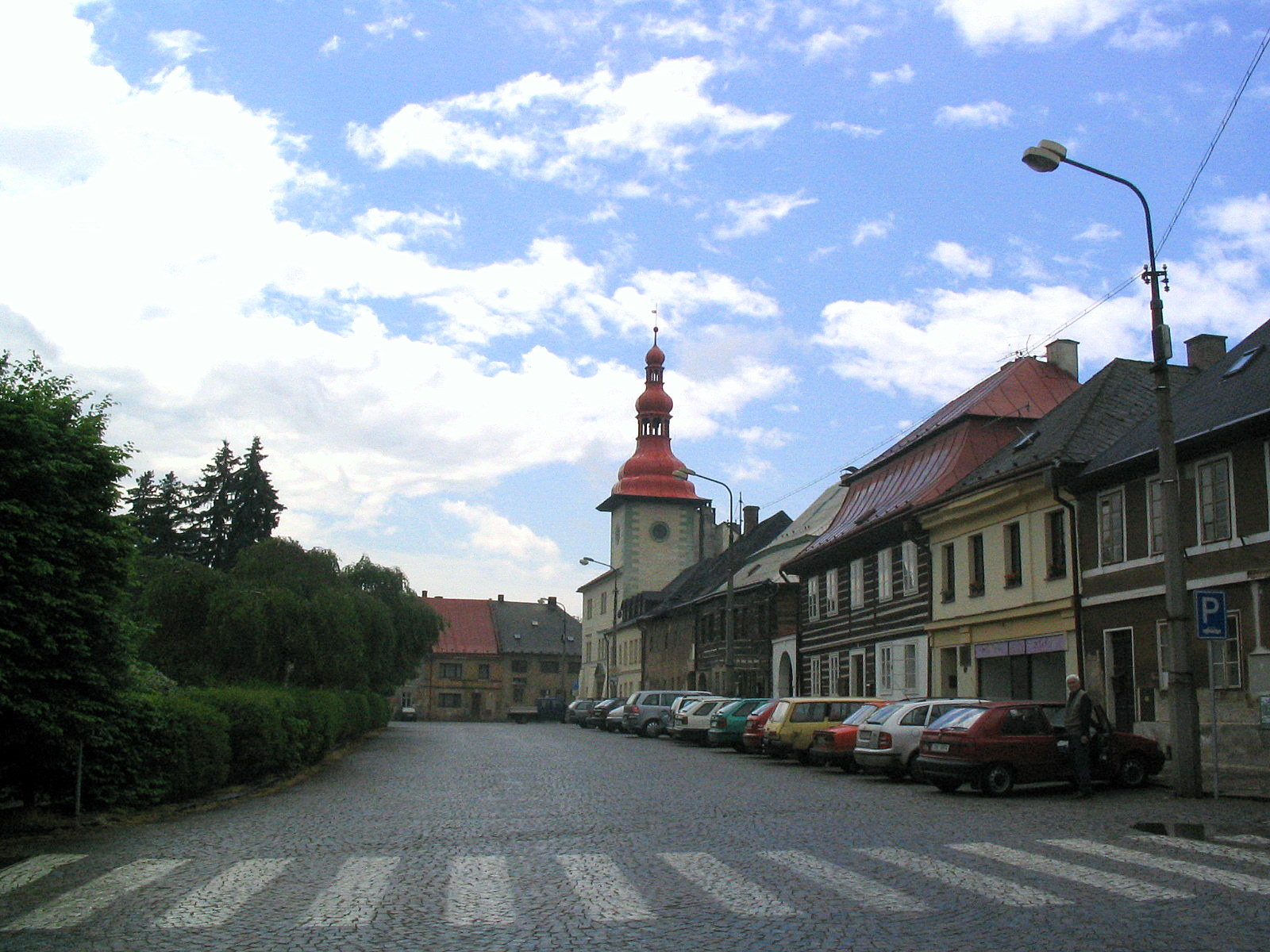

貝茲傑茲山麓別拉是捷克中波希米亞州的城鎮，位於該國北部，距離姆拉達-博萊斯拉夫14公里，面積63.20平方公里，2009年人口4,830。

## 外部連結
- Municipal website （页面存档备份，存于）